# Gastrothrips harti
Gastrothrips harti är en insektsart som först beskrevs av Ian A. Hood 1935.  Gastrothrips harti ingår i släktet Gastrothrips och familjen rörtripsar. Inga underarter finns listade i Catalogue of Life.